# Le Chien du jardinier (film, 1996)
Pour plus de détails, voir Fiche technique et Distribution.
Le Chien du jardinier (El perro del hortelano) est un film espagnol réalisé par Pilar Miró, sorti en 1996.

## Fiche technique
- Titre original : El perro del hortelano
- Titre français : Le Chien du jardinier
- Réalisation : Pilar Miró
- Scénario : Pilar Miró et Rafael Pérez Sierra d'après Le Chien du jardinier de Lope de Vega
- Décors : Félix Murcia
- Photographie : Javier Aguirresarobe
- Montage : Pablo G. del Amo
- Musique : José Nieto
- Pays d'origine : Espagne
- Format : Couleurs - 1,85:1 - Dolby
- Durée : 119 minutes
- Dates de sortie : 
  - Espagne : 25 octobre 1996
  - France : 12 avril 2000

## Distribution
- Emma Suárez : Diana - condesa de Belflor
- Carmelo Gómez : Teodoro
- Fernando Conde : Tristán
- Ana Duato : Marcela
- Miguel Rellán : Fabio
- Juan Gea : Federico
- Ángel de Andrés López : Ricardo
- Maite Blasco : Anarda
- Blanca Portillo : Dorotea